# Harriët Ramdien
Harriët Sangieta Ramdien is een Surinaams politicus. Voor  DNP 2000 was ze sinds de verkiezingen van 2005 vijf jaar lid van De Nationale Assemblée (DNA). Tijdens de verkiezingen van 2010 werd ze op de lijst van de NDP niet herkozen. Vanaf 2011 was ze ruim een jaar districtscommissaris van Coronie. Nadat ze daar gereshuffled werd, keerde ze terug naar de VHP, waar ze eerder ook lid van was geweest. Tijdens de verkiezingen van 2015 haalde ze de meeste stemmen in Nickerie maar verwierf daarmee geen zetel in DNA. Tijdens de verkiezingen van 2020 was ze opnieuw kandidaat voor de VHP, deze keer als lijstaanvoerder, en werd ze gekozen voor een periode van vijf jaar in DNA. In 2025 werd ze herkozen.

## Biografie
Ramdien maakte haar politieke start bij de Vooruitstrevende Hervormings Partij (VHP). Vervolgens stapte ze over naar het Democratisch Nationaal Platform 2000 (DNP 2000) van oud-president Jules Wijdenbosch. Ze deed mee aan de verkiezingen van 2005 en werd voor een periode van vijf jaar gekozen tot lid van DNA. Nadat Wijdenbosch zich in 2008 met Desi Bouterse verzoende, hief Wijdenbosch het DNP 2000 op en keerde hij terug naar Bouterses partij NDP. Ook andere leden van DNP 2000 maakten de overstap naar de NDP, onder wie Ramdien.
In aanloop naar de verkiezingen van 2010 was ze eerst in beeld als lijsttrekker van de NDP op plaats vier van de lijst van de Megacombinatie. Deze plek ging uiteindelijk naar Rashied Doekhi, waardoor zij op plaats vijf kandideerde. Een verlenging van haar zetel in DNA ging hierdoor aan haar voorbij. In de jaren erna haalde Doekhi haar meermaals onderuit.
Vanaf december 2010 liep ze stage voor de positie van districtscommissaris (dc) en op 1 maart 2011 werd ze beëdigd tot dc van het district Coronie als opvolger van (waarnemend) dc Roline Samsoedien. In november van dat jaar deden de Coroniaanse DNA- en coalitieleden Remie Tarnadi (NDP) en Anton Paal (PALU) openlijk hun beklag over Ramdien. Daarbij zou ze niet gesteund worden door de bevolking, wat ze zelf ontkende. Een paar maanden later had ze een confrontatie met Kenneth Niekoop van het Burger Informatie Centrum (BIC) die erop aanstuurde dat ze vervangen zou worden. In mei 2012 was haar positie inmiddels onhoudbaar geworden en werd ze uit haar functie ontheven. In deze tijd kreeg ze nog wel steun van een groep van circa vijftien Coroniaanse jongeren die het ontslag met een petitie voor minister Stanley Betterson wilde voorkomen. Tijdens de dc-reshuffle van juli 2012 werd Harrold Sijlbing haar opvolger. Nog diezelfde maand keerde ze terug naar de VHP.
Ze is actief voor de VHP Vrouwen Nickerie en was kandidaat op plaats vier van de alliantie V7 tijdens de verkiezingen van 2015. Hier kwam ze met 3342 stemmen 297 te kort om met voorkeurstemmen verkozen te worden, waardoor de zetel naar William Waidoe (PL) ging; Waidoe had circa 300 stemmen minder dan Ramdien. Ook oud-NDP-collega Doekhi behaalde tijdens deze verkiezingen minder stemmen.
In juni 2016 werd ze verkozen in het hoofdbestuur van de VHP. Tijdens de verkiezingen van 2020 kandideerde ze opnieuw voor haar partij, deze keer als lijstaanvoerder en werd ze gekozen voor een periode van vijf jaar in DNA.
Tijdens de coronacrisis raakte ze besmet met COVID-19. Ze kwam op de intensive care van het Mungra Medisch Centrum in Nieuw-Nickerie te liggen. Medio juni 2021 werd ze overgebracht een ziekenhuis in Paramaribo.
Tijdens de verkiezingen van 2025 werd zij op nummer 10 van de lijst van de VHP herkozen.